# Stanley (West Yorkshire)
Stanley – wieś w Anglii, w hrabstwie ceremonialnym West Yorkshire, w dystrykcie metropolitalnym Wakefield. Leży 11 km na południowy wschód od miasta Leeds i 262 km na północ od Londynu.